# George Rosenkranz

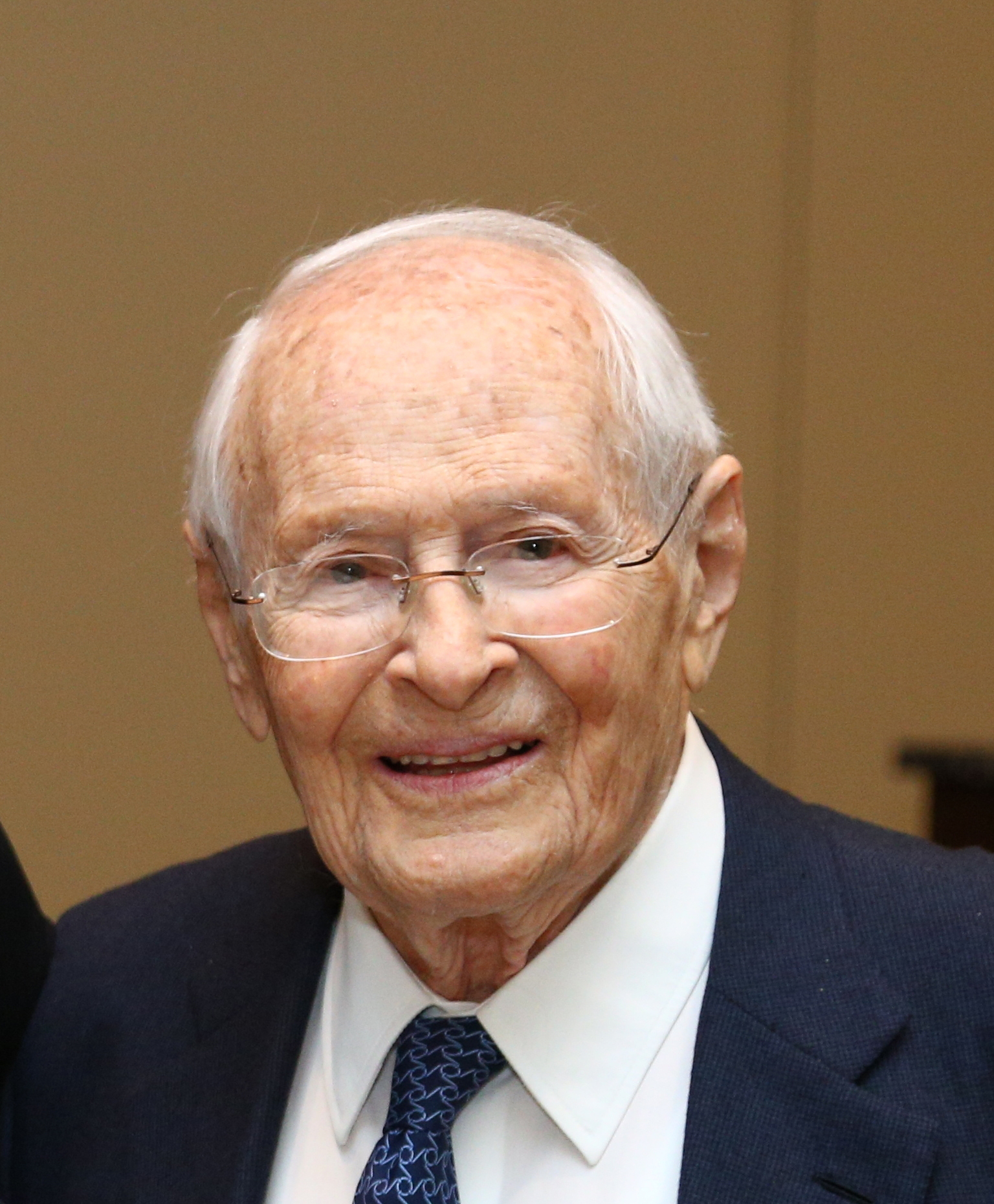
George Rosenkranz (2013)

George Rosenkranz (geboren am 20. August 1916 in Budapest als György Rosenkranz; gestorben am 23. Juni 2019 in Atherton, Vereinigte Staaten) war ein mexikanischer Chemiker und Unternehmer ungarischer Herkunft. Er war lange Leiter von Syntex und an der Entwicklung der Antibabypille und deren Wirkstoff Norethisteron durch die Firma wesentlich beteiligt.

## Leben
Rosenkranz stammte aus einer jüdischen Mittelschichtsfamilie in Budapest. Er studierte ab 1933 Chemie an der ETH Zürich, erhielt 1939 ein Diplom als Chemieingenieur und wurde 1941 bei Leopold Ružička promoviert. Ružička arbeitete damals an der Synthese des männlichen Sexualhormons Testosteron. Auf Vermittlung von Ružička nahm er eine Stelle in Ecuador an, blieb aber nach dem Kriegseintritt der USA 1941 in Kuba hängen. Er arbeitete in einem Labor (Vieta-Plasencia Laboratorios) an der Behandlung von Geschlechtskrankheiten, als er 1945 von zwei der Gründer von Syntex, Emeric Somlo und Federico Lehmann, eingeladen wurde, die Rolle von Russell Marker einzunehmen, der das gerade gegründete Unternehmen in Mexiko-Stadt wieder verlassen hatte. Marker hatte eine Methode entwickelt, aus einem Naturstoff aus der Yams-Wurzel Steroide wie Progesteron zu gewinnen. Da Marker die Firma verlassen hatte, musste seine Synthesemethode von Rosenkranz und Kollegen rekonstruiert werden.
Da er damals nicht genug ausgebildete organische Chemiker in Mexiko fand, rekrutierte er sie teilweise aus dem Ausland. Außerdem unterrichtete er selbst und half bei der Schaffung eines Chemieinstituts an der Nationalen Autonomen Universität von Mexiko. Zu den Wissenschaftlern, die er gewinnen konnte, gehörten Carl Djerassi, Luis E. Miramontes und Alejandro Zaffaroni.
Einer der ersten Erfolge war die Synthese von Cortison auf dem von Marker vorgezeichneten Weg. Rosenkranz, Djerassi und Kollegen veröffentlichten sie 1951, kurz vor einer Gruppe von der Harvard University und vom Pharmaunternehmen Merck. Im selben Jahr gelang Rosenkranz, Djerassi und Miramontes die Synthese von Norethisteron, einem synthetischen Progesteron, was in Antibabypillen, zur Erhöhung der Fruchtbarkeit und gegen die Gefahr von Fehlgeburten verwendet wurde. Syntex erhielt 1956 ein US-Patent. Zunächst arbeiteten sie mit der Pharmafirma Parke-Davis, da diese aber aus Angst vor katholischen Protesten keine Antibabypille entwickeln wollten, arbeiteten sie auf diesem Gebiet mit Johnson & Johnson zusammen. 1964 wurde sie von der FDA genehmigt (Ortho-Novum mit dem Markennamen Norinyl). Parke-Davis brachte im selben Jahr eine Antibabypille in Zusammenarbeit mit Schering heraus (Anovlar, Norinyl). Schon 1952 gab es in den USA aber eine Konkurrenz auf diesem Gebiet, als Frank B. Colton bei der Pharmafirma GD Searle das Norethisteron ähnliche Norethynodrel synthetisierte.
Er regte seine Mitarbeiter zu wissenschaftlichen Arbeiten in Steroidchemie an und war selbst an rund 300 wissenschaftlichen Arbeiten beteiligt und an 150 Patenten.
Das Forschungszentrum von Syntex wechselte später nach Palo Alto. Rosenkranz war bei Syntex zunächst technischer Leiter (Chefwissenschaftler), ab 1956 Präsident, ab 1976 Vorstandsvorsitzender und 1976 bis 1980 Chief Executive Officer. 1981 ging er in den Ruhestand und gab die Leitung von Syntex ab. Er war aber auch danach zum Beispiel in Aufsichtsräten von Biotechfirmen tätig. Außerdem war er im Rat der Universität Tel Aviv und des Weizmann-Instituts sowie der Rockefeller University.
2013 erhielt er den Biotechnology Heritage Award und 2003 die Winthrop-Sears-Medaille (mit Zaffaroni). In Mexiko erhielt er 2001 die Eduardo Liceaga Medaille und 1994 den Pharmaziepreis  Dr. Leopoldo Rio de la Loza. Er war Ehrenmitglied der nationalen mexikanischen Akademie für Medizin und Mitglied der American Association for the Advancement of Science.

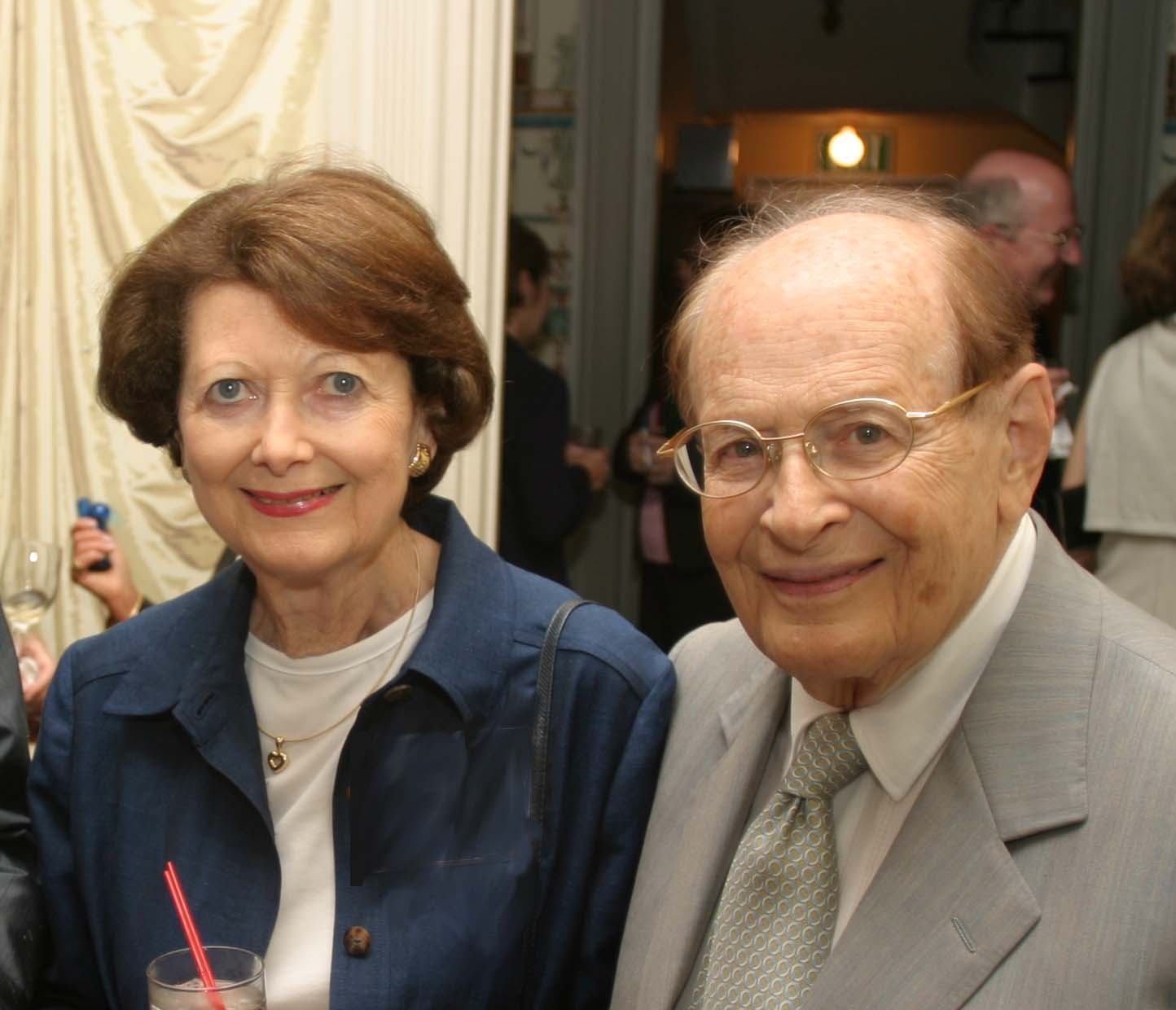
Edith und George Rosenkranz, 2004

Rosenkranz spielte auf hohem Niveau Bridge in internationalen Wettbewerben, gewann u. a. 1975, 1976 und 1982 die Vanderbilt Trophy (erstere mit John Mohan als Partner), verfasste Bücher über Bridge und erdachte das Rosenkranz Double, eine Konvention, die nach ihm benannt ist.
Er war seit 1945 mit Edith Stein verheiratet, mit der er drei Söhne hatte. 1984 wurde seine Ehefrau bei einem Bridgeturnier in Washington D.C. entführt; sie konnte aber befreit werden und die Kidnapper wurden gefasst. Rosenkranz starb am 23. Juni 2019 im Alter von 102 Jahren in seinem Haus in Atherton im US-Bundesstaat Kalifornien.

## Schriften
- mit Djerassi, R. Yashin, J. Pataki: Cortical Hormones from alloSteroids: Synthesis of Cortisone from Reichstein's Compound D,  Nature, Band 168, 1951
- mit  Djerassi, L. Miramontes, F. Sondheimer: Steroids. LIV. Synthesis of 19-Nor-17α-ethynyltestosterone and 19-Nor-17α-methyltestosterone, J. Am. Chem. Soc., Band 76, Nr. 16, 1954, S. 4089–4091